# Hanok

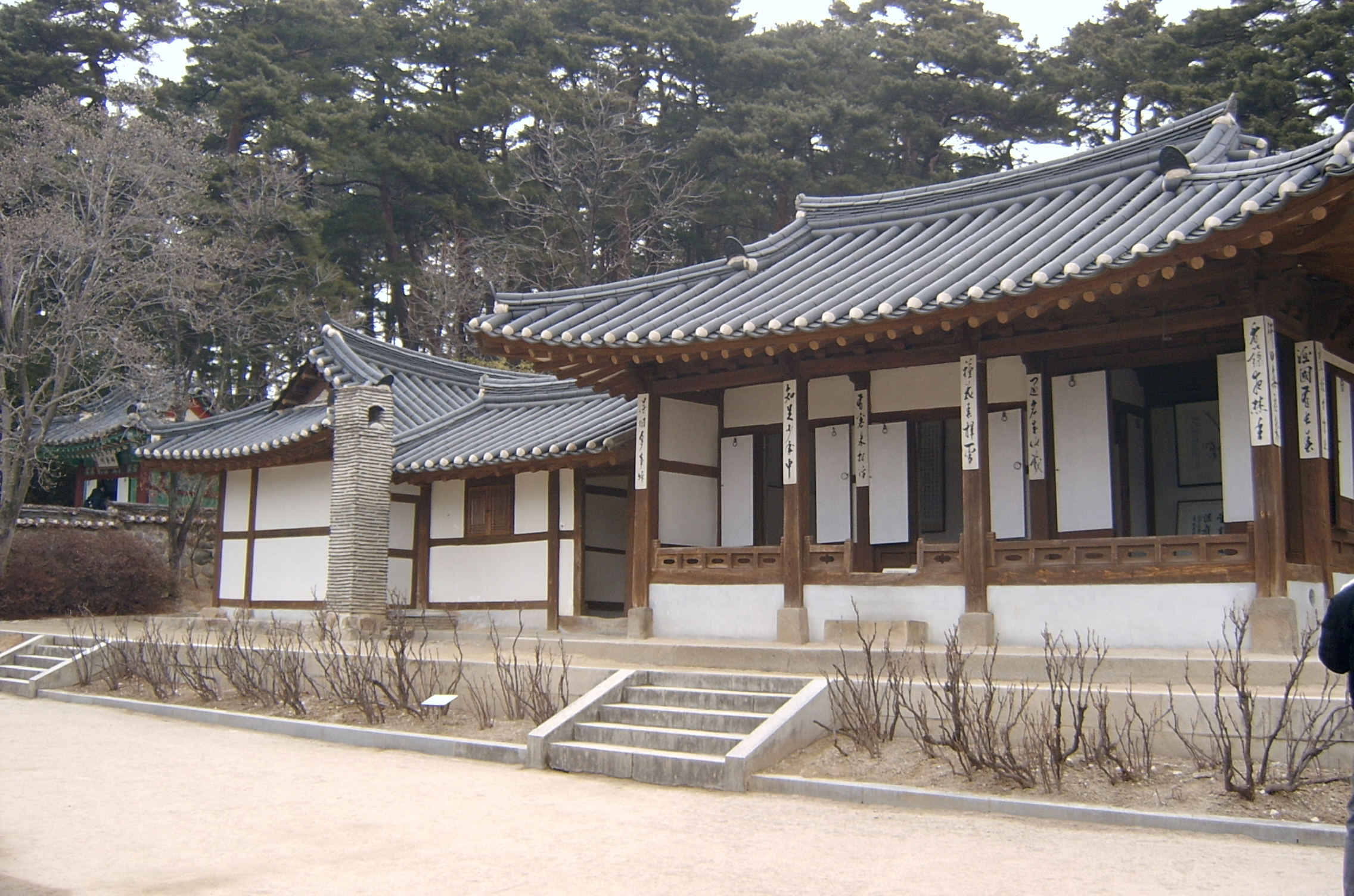
Une hanok à Gangneung en Corée du Sud.

L’Hanok (en coréen: 한옥 en hangeul, 韓屋 en hanja) est une maison traditionnelle coréenne construite selon le style architectural transmis depuis la période des Trois Royaumes (-57  à 668) jusqu'à la période Joseon (1392 à 1910).

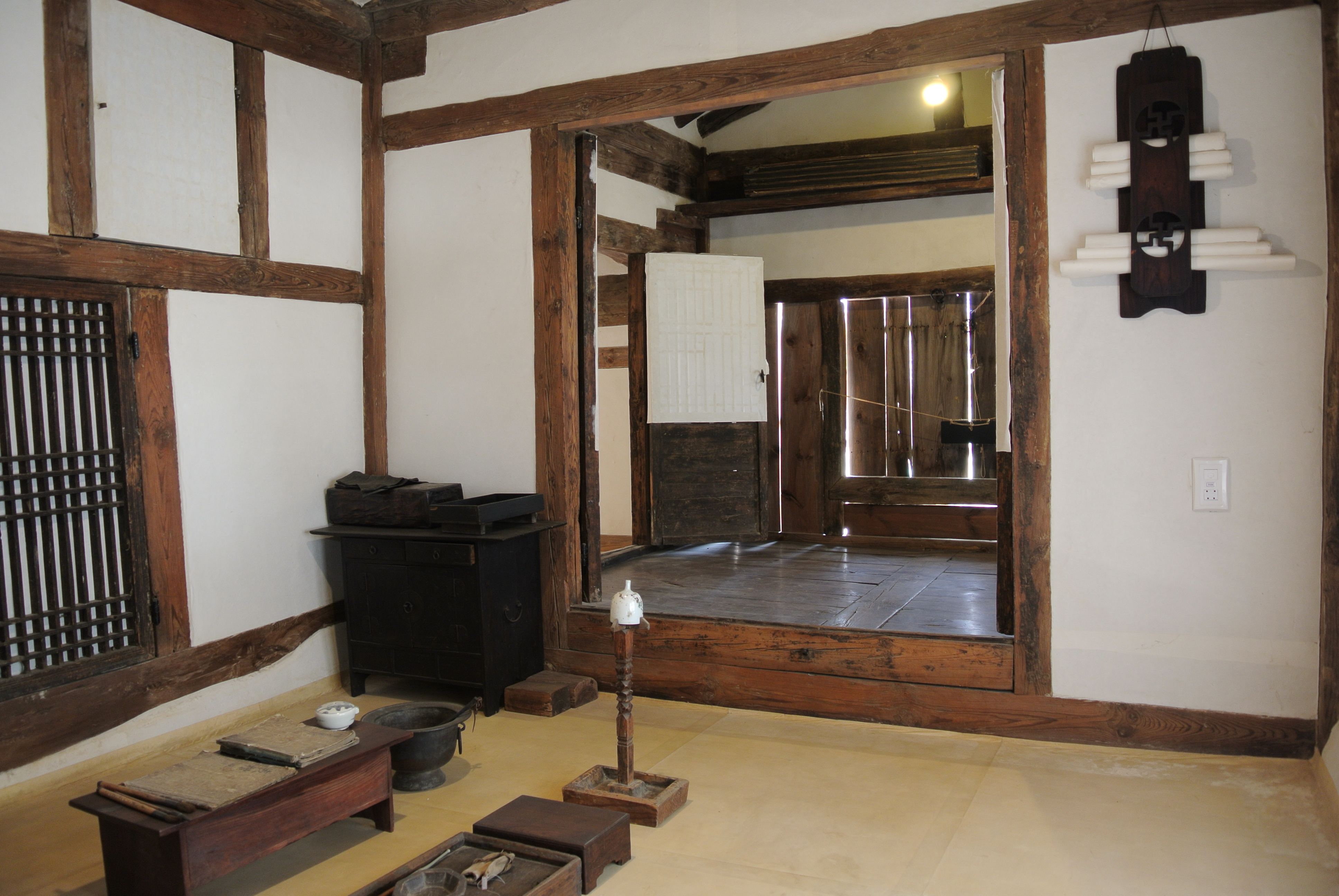
Intérieur d'une maison traditionnelle
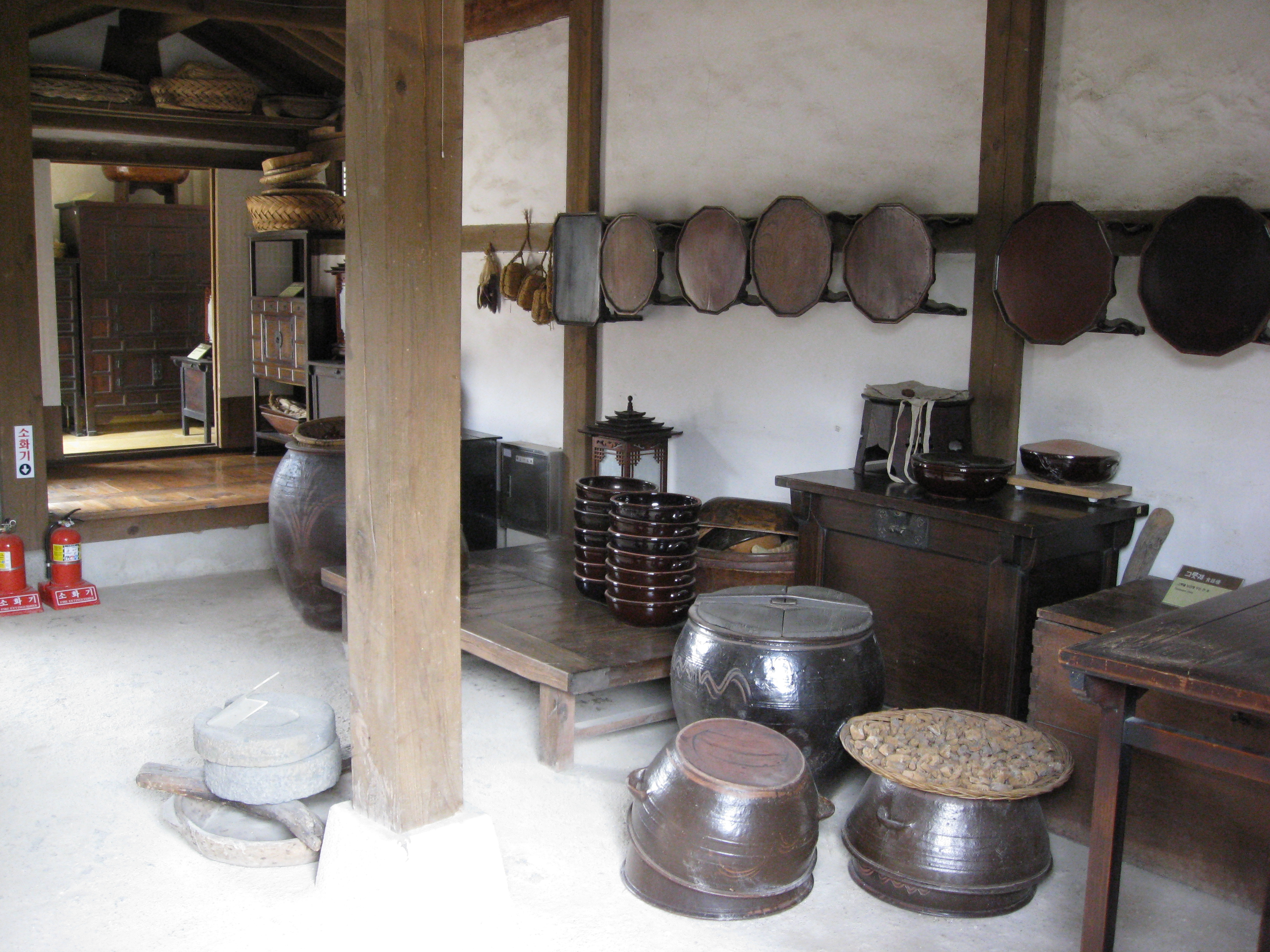
Cuisine